# Forest-Vill Kft.
A Forest-Vill egy, a villamosenergia-iparban és az energetikai szektorban tevékenykedő magyarországi társaság, amely energetikai kivitelezéssel,  mérnöki szolgáltatásokkal, valamint projektvezetéssel foglalkozik, a vállalat 2020-ban közel 200 munkavállalót foglalkoztatott.

## Cégtörténet
A társaságot 2015-ben alapították magyar magánszemélyek, jelenleg a Svájcban bejegyzett Largus Holding A. G. tulajdonában áll. A társaság ügyvezetői pozícióját 2020 óta Németh Csaba tölti be. A Forest-Vill árbevétele 2021-ben megközelítette a 13,3 milliárd forintot, amely 40 százalékos növekedést jelent az előző évhez képest.
A vállalat központja Budaörsön található, illetve az alábbi településeken rendelkezik telephellyel: Felsőzsolca, Hatvan-Nagygombos, Paks, Pécs, Százhalombatta, Zalaegerszeg.

## Tevékenység
A Forest-Vill Kft. szolgáltatás-portfóliója az ipari energiaelosztás, nagyfeszültségű és középfeszültségű transzformátorállomások, nagyfeszültségű hálózatok rekonstrukciója, létesítésére, valamint a kis- és középfeszültségű hálózatok létesítésére, átépítésére is kiterjed Magyarország teljes területén. A társaság mintegy 500 elemből álló, saját tulajdonú eszközparkkal rendelkezik.
A megújuló energiaforrásokhoz kapcsolódó megbízások is a Forest-Vill fókuszterületei közé tartoznak, a társaság aktív szerepet vállal napelemparkok tervezésében, projektvezetésében és kivitelezésében is.
A vállalat az alábbi üzletágakból áll: Ipari szolgáltatások divízió, Ipari tervezés divízió, KIF-KÖF divízió, NAF alállomások divízió, NAF hálózatok divízió, Nemzetközi divízió, valamint Általános divízió.